# Diocèse de Huancavélica
Le diocèse de Huancavelica (en latin : Dioecesis Huancavelicensis ; en espagnol : Diócesis de Huancavelica) est un diocèse de l'Église catholique du Pérou suffragant de l'archidiocèse d'Ayacucho.

## Territoire
Il comprend le département de Huancavelica avec un territoire d'une superficie de 22 131 km2 divisé en 28 paroisses. L'évêché est à Huancavelica où se trouve la cathédrale de saint Antoine de Padoue.

## Histoire
Le diocèse est érigé le 18 décembre 1944 par la constitution apostolique Quae ad maius du pape Pie XII en prenant sur le territoire du diocèse de Huamanga (aujourd'hui archidiocèse d'Ayacucho).
Par la lettre apostolique Haud parvae du 27 avril 1954, le pape Pie XII décrète que la Vierge Marie honorée sous le vocable du cœur immaculé de Marie est la patronne principale du diocèse.
Nommé suffragant de l'archidiocèse de Lima lors de sa création, il intègre la province ecclésiastique d'Ayacucho le 30 juin 1966 par la constitution apostolique Suprema ea usi du pape Paul VI.

## Évêques
- Alberto Maria Dettmann y Aragón, O.P (6 juillet 1945 - 28 juin 1948) nommé évêque de Puno
- Carlos Maria Jurgens Byrne, C.Ss.R (13 janvier 1949 - 7 février 1954) nommé à l'ordinariat militaire du Pérou
  - Sede vacante (1954-1956)
- Florencio Coronado Romani, C.Ss.R (1 mars 1956 - 14 janvier 1982)
- William Dermott Molloy McDermott (14 janvier 1982 - 18 juin 2005)
- Isidro Barrio Barrio (18 juin 2005 - 21 mai 2021)
- Carlos Alberto Salcedo Ojeda, O.M.I (21 mai 2021 - )